# 고한로
고한로(Gohan-ro)는 대한민국의 강원특별자치도 정선군 고한읍 중심부를 연결하는 도로이다.

## 노선 경로
- 강원남로와 직결 (국도 제38호선, 영월 방향)
  - 고한교차로 - 강원남로 (국도 제38호선, 태백 방향)
  - 지장교, 갈래교, (지장천)
  - 갈래교차로 - 강원남로 (국도 제38호선, 영월 방향)
- 강원남로와 직결 (국도 제38호선, 태백 방향)

## 주요 건물 및 시설
- 고한역 - 강원특별자치도 정선군 고한읍 고한로 116

## 같이 보기
- 고한읍